# Myzus manoji
Myzus manoji är en insektsart. Myzus manoji ingår i släktet Myzus och familjen långrörsbladlöss. Inga underarter finns listade i Catalogue of Life.